# دردار أبيض رمادي
دردار أبيض رمادي (الاسم العلمي:Ulmus canescens) هو نوع من النباتات يتبع جنس الدردار من الفصيلة الدردارية.